# Chiesa di San Giovanni Battista (San Giovanni a Teduccio)
La chiesa di San Giovanni Battista è una delle chiese storiche di Napoli; è sita in zona periferica, nel quartiere di San Giovanni a Teduccio.

## Storia
La data di fondazione dell’edificio è incerta. Le prime notizie di un luogo di culto dedicato al Battista risalgono ad alcuni documenti del 1120. Nel 1598 la chiesa presentava una struttura semplice, con cappelle laterali e soffitto affrescato, portali in legno e una torre campanaria di forma quadrangolare.
Successivamente, nel 1750, si resero necessari numerosi lavori di restauro per riportare l’edificio agli antichi splendori. Prima di questa data, la chiesa custodiva molte opere realizzate interamente in legno come l’altare maggiore, l’altare dell’Ecce Homo e il crocifisso. La consacrazione, alla presenza del vescovo di Pozzuoli, mons. Girolamo D’Andolfo, si tenne nel 1788. Altri interventi furono urgentemente pianificati a partire dal 1866 sotto la direzione dell'architetto Giuseppe Pisanti, il quale cambiò radicalmente la chiesa conferendole uno stile eclettico, tipico dell'epoca. La nuova consacrazione avvenne il 25 novembre 1877, durante la celebrazione presenziata dall’arcivescovo D. Vincenzo Taglialatela.
Nel 1930, infine, furono installate alcune opere d’arte, la statua lignea del patrono fu rivestita in argento e fu realizzato il tempietto dell’altare, ideato dall’architetto e decoratore Gustavo Girosi (che si occupò anche di affrescare la volta in stile neo-bizantino).
Sulla destra rispetto al corpo della facciata è situato l'Oratorio della Confraternita dell'Ave Gratia Plena, ricco di decorazioni pittoriche sulle pareti e sulle volte.